# Axel Hampus Dalström
Axel Hampus Dalström (Helsinki, 22 maart 1829 - aldaar, 19 maart 1882) was een Fins architect.

## Leven en werk
Hampus Dalström groeide op in Helsinki. Zijn vader was fiscalist en hij had een broer. Hij werd van 1846 tot 1848 opgeleid in Stockholm. Hij studeerde daar eerst architectuur aan de Koninklijke technische hogeschool (Kungliga Tekniska Högskolan, KTH) en vervolgens aan de Koninklijke academie voor de vrije kunsten (Kungliga Akademien för de fria konsterna). Vervolgens ging hij werken bij de Finse Rijksgebouwendienst. In die periode maakte hij een studiereis naar Frankrijk. In 1865 werd hij directeur van dit bureau.
In de jaren 1860 en 1870 was hij een van de meest toonaangevende architecten in Finland. Hij ontwierp voornamelijk in de neorenaissance- en neogotische stijl. Zijn belangrijkste werken waren het "Oude studentenhuis" (1870), restaurant Kapellet (1867) en Kaartin maneesi (de manege van de wacht) (1877), alle gebouwd in Helsinki. Dalström is ook bekend geworden van de zeven vuurtorens die hij in de jaren 1870 heeft ontworpen.
Hij is gehuwd geweest met Emilie Juliane Helene Ettinger. In 1882 overleed hij, bijna 53 jaar oud. Hij ligt begraven op de Hietaniemibegraafplaats in Helsinki.

## Fotogalerij

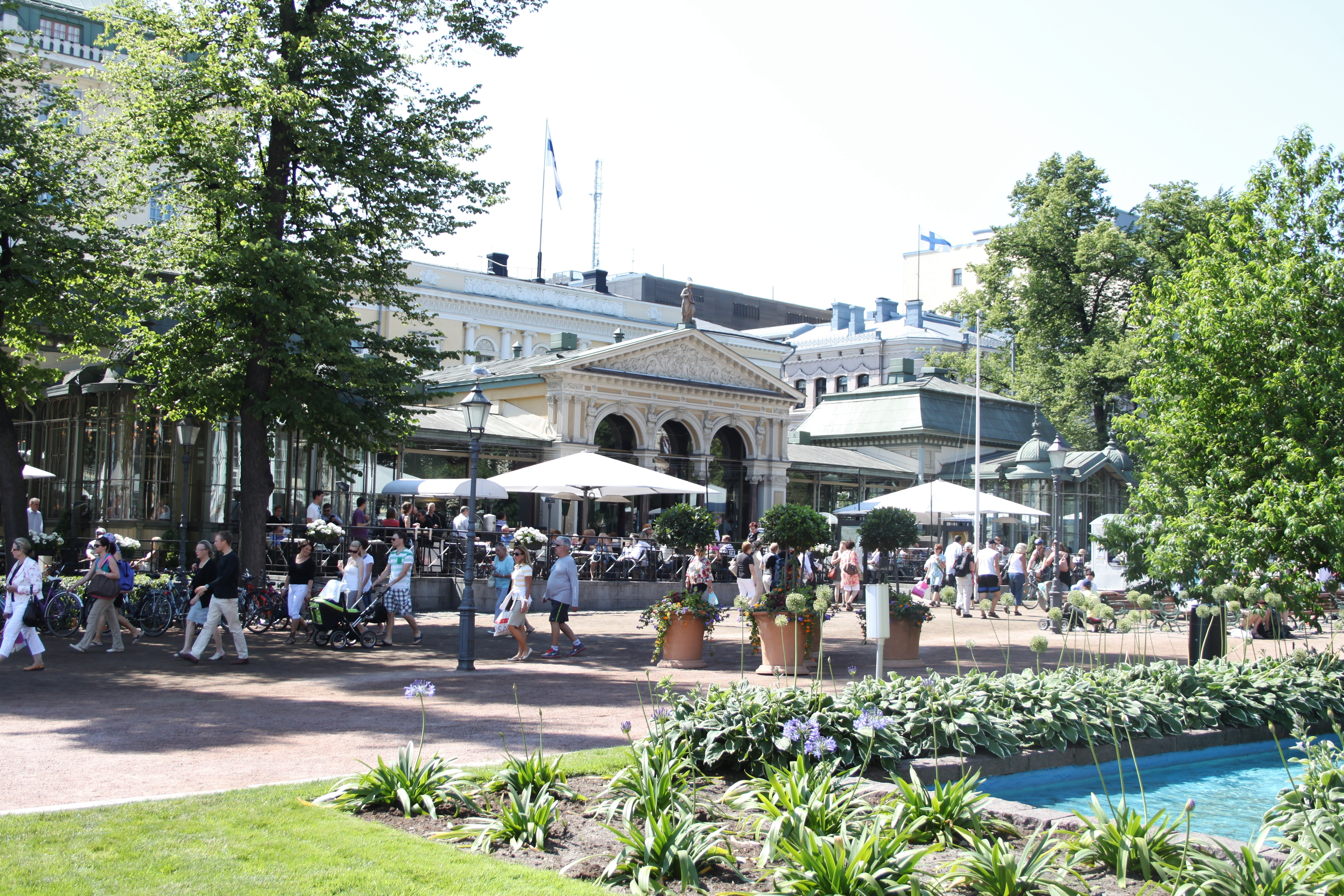
Restaurant Kapellet (1867)
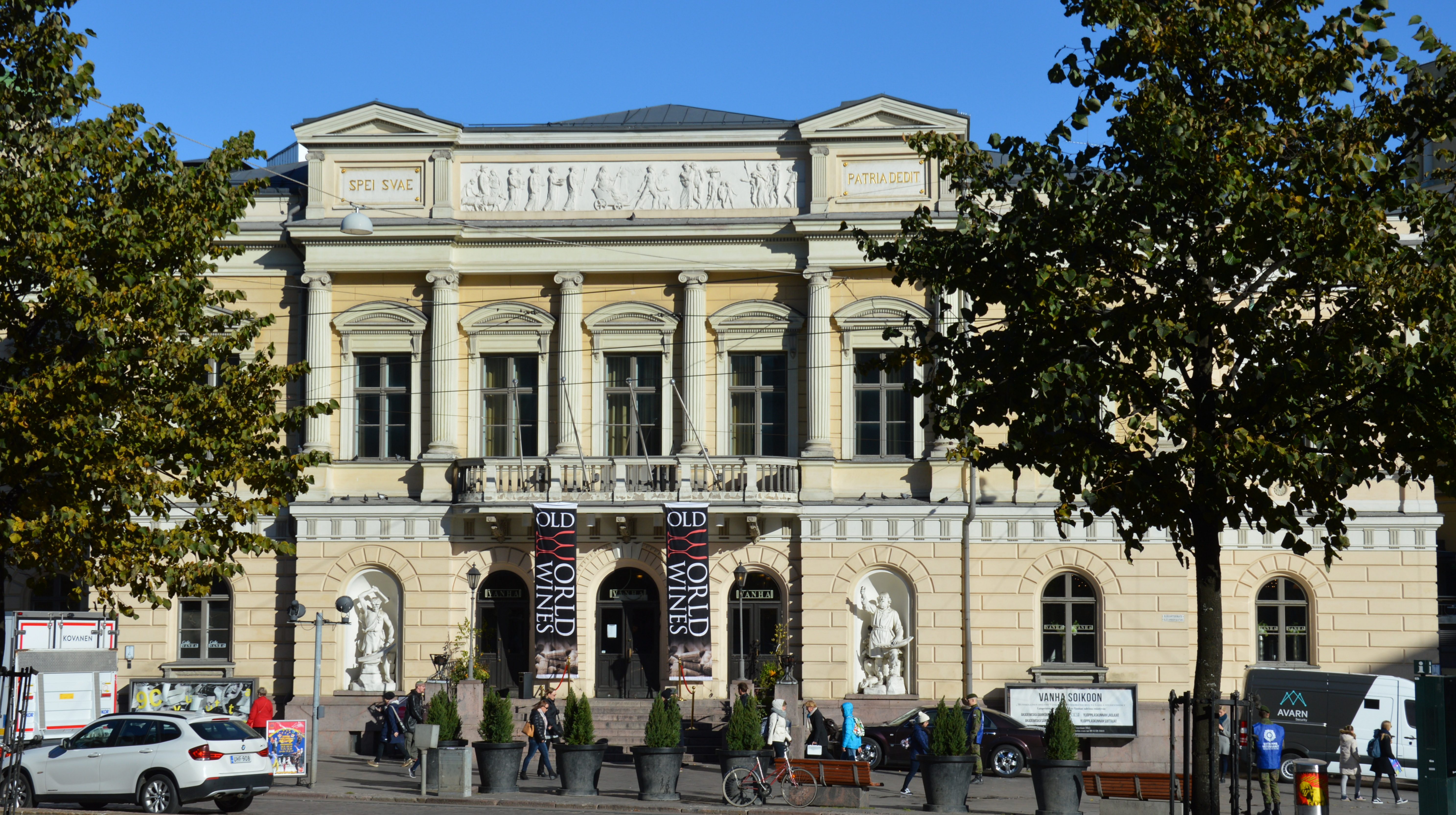
Het oude studentenhuis te Helsinki (1870)
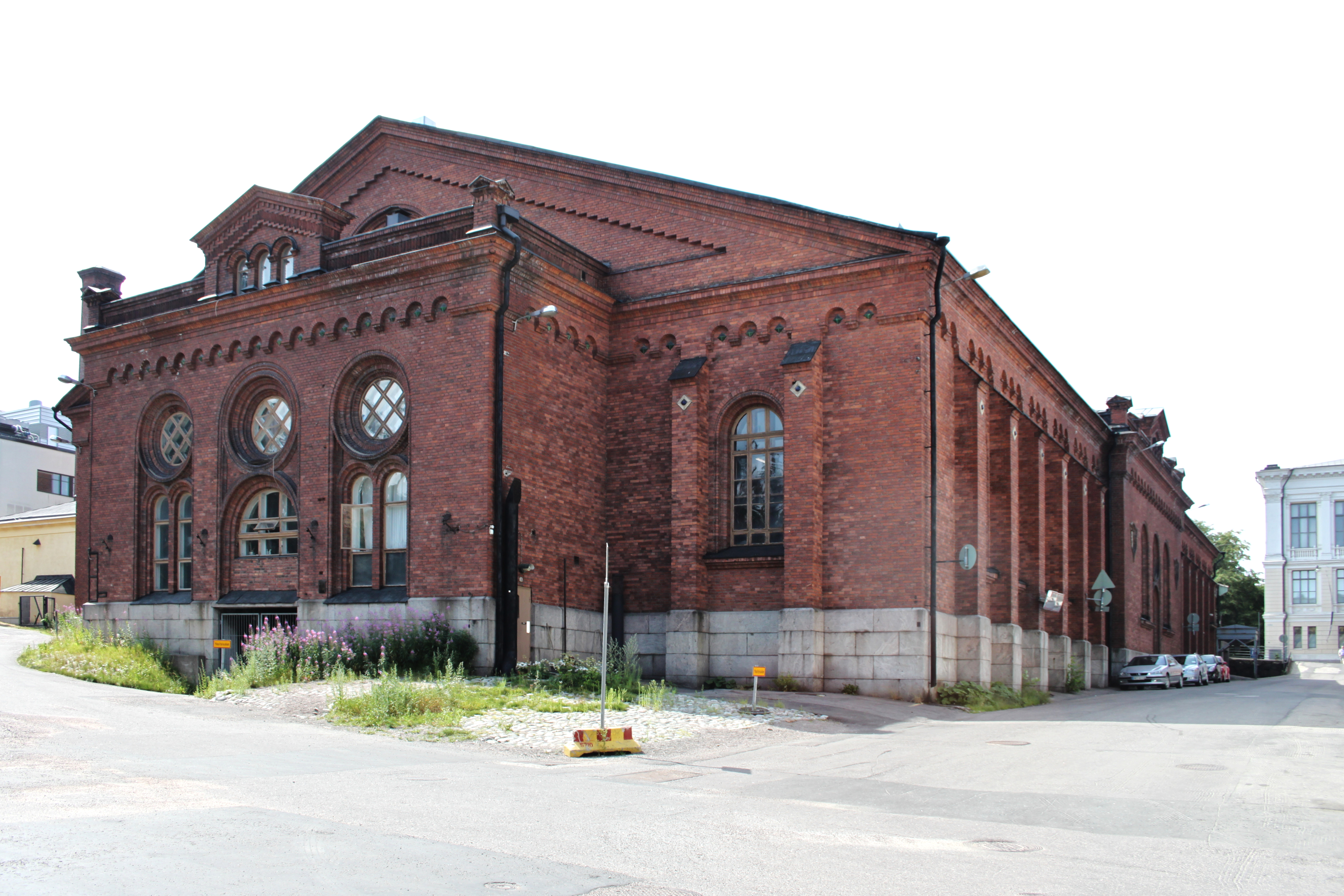
Kaartin maneesi (1877)
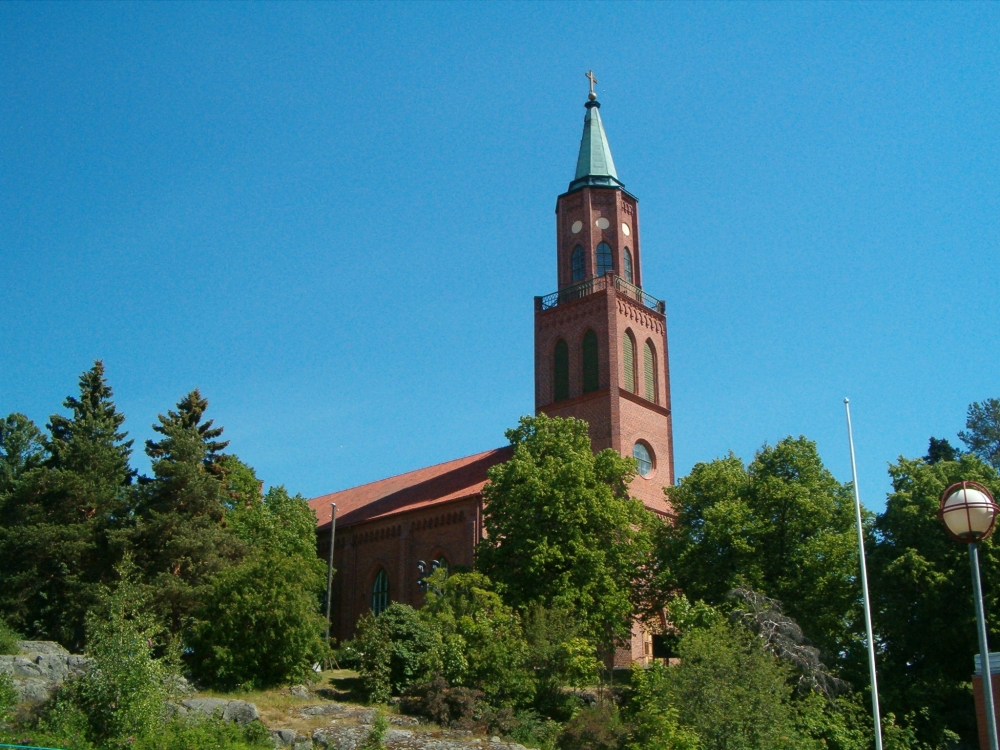
Domkerk van Savonlinna (1879)
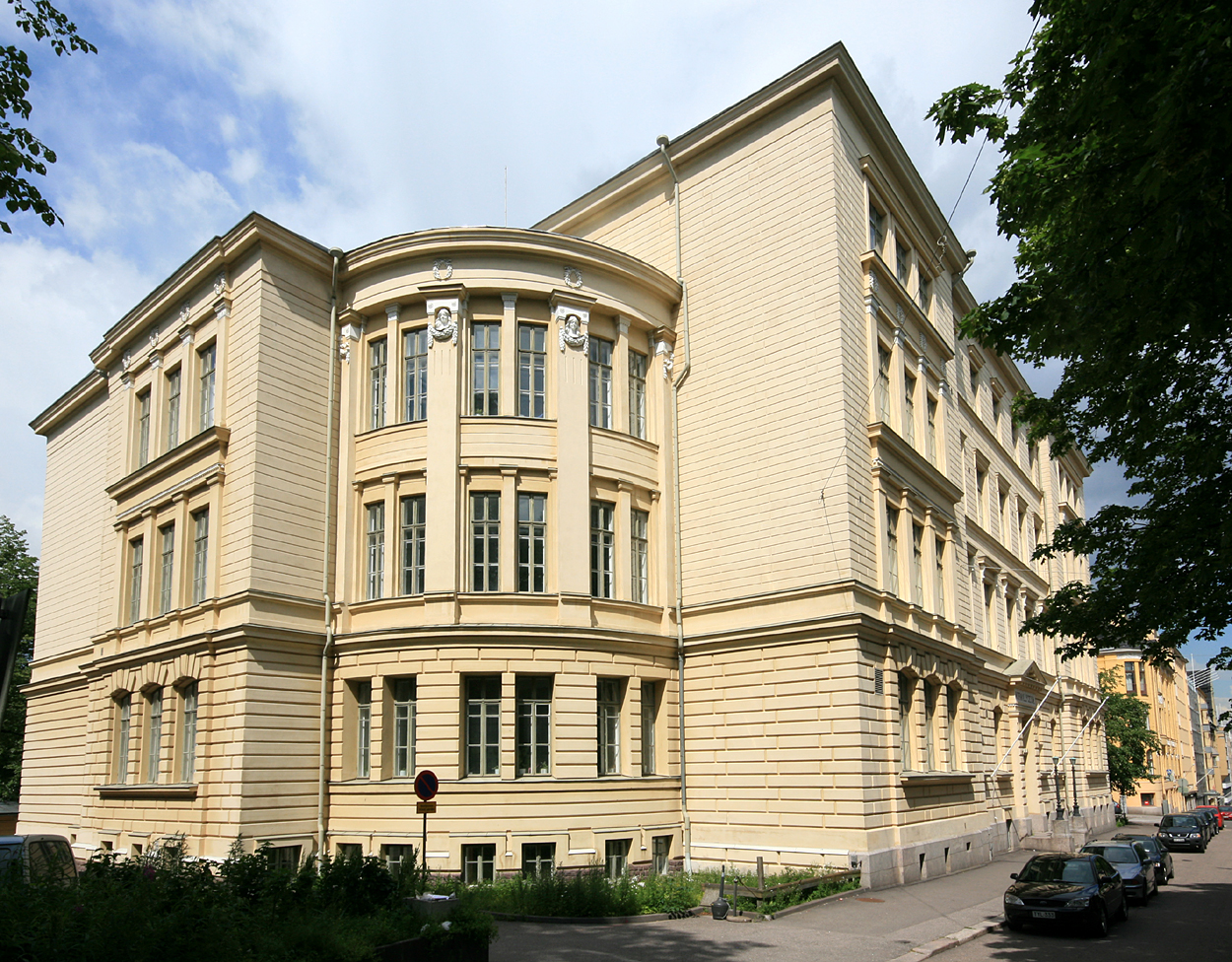
Svenska normallyceum, Helsinki (1880)

Vuurtorens

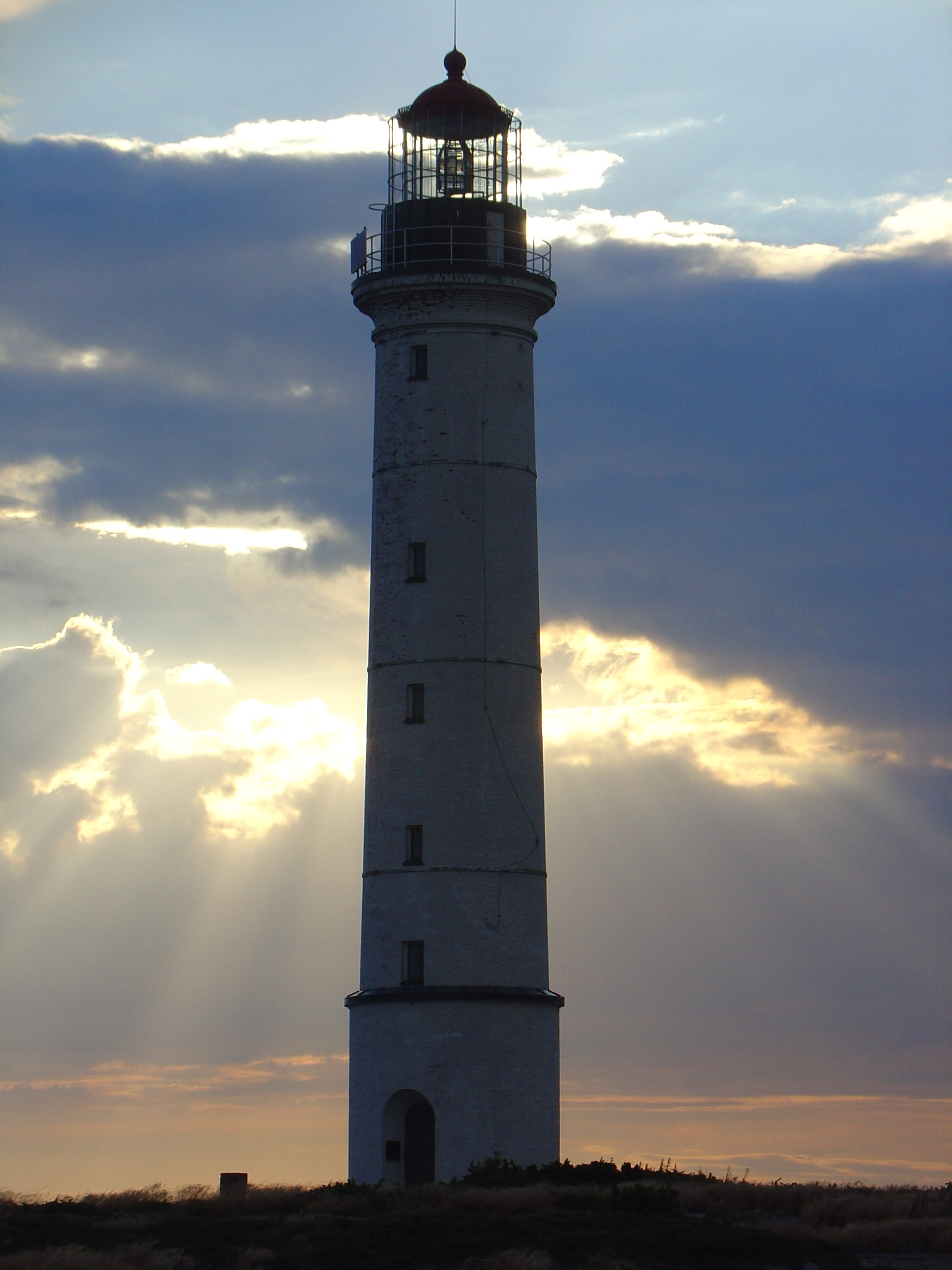
Sälskär (1868)
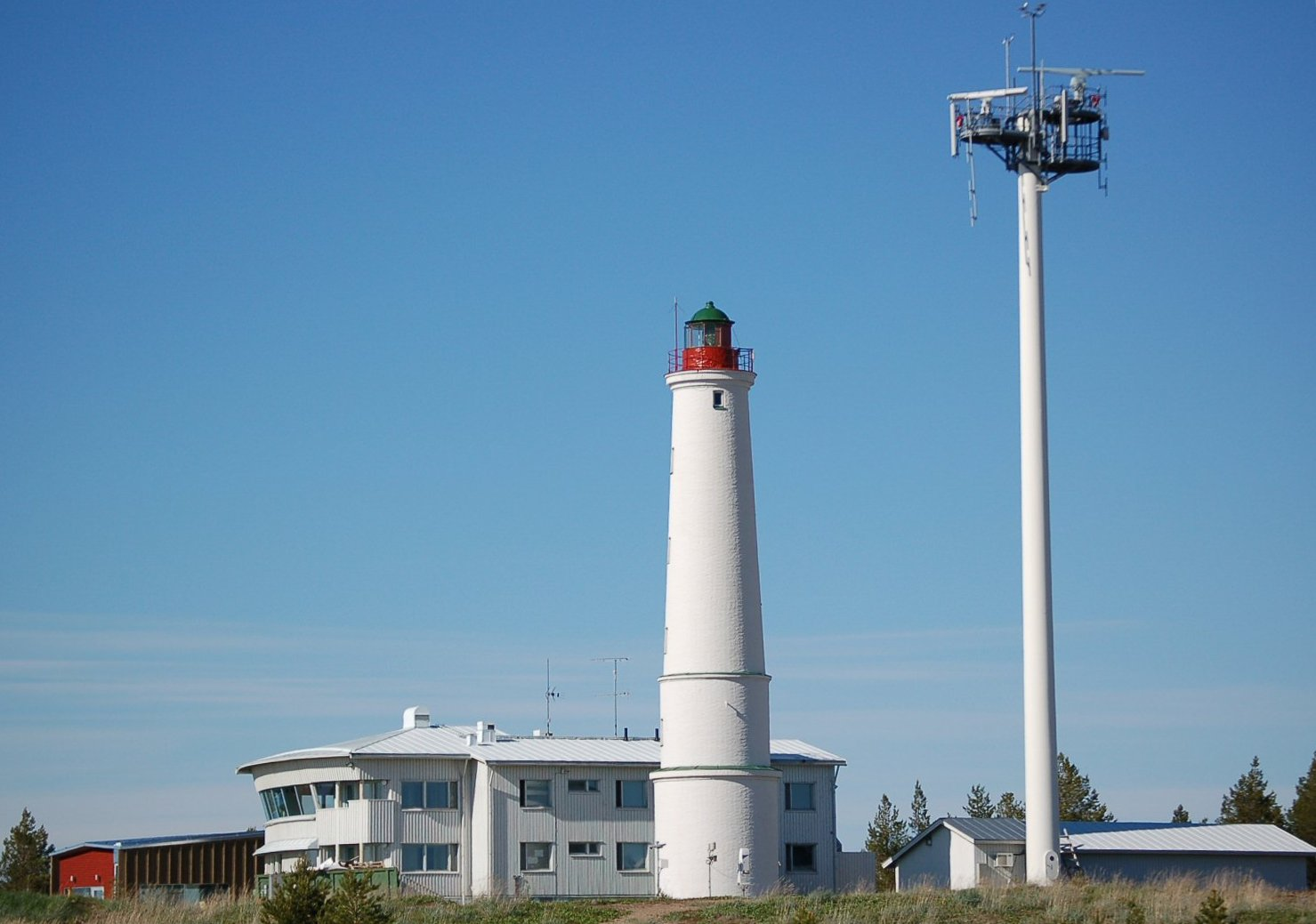
Marjaniemi (Hailuoto) (1871)
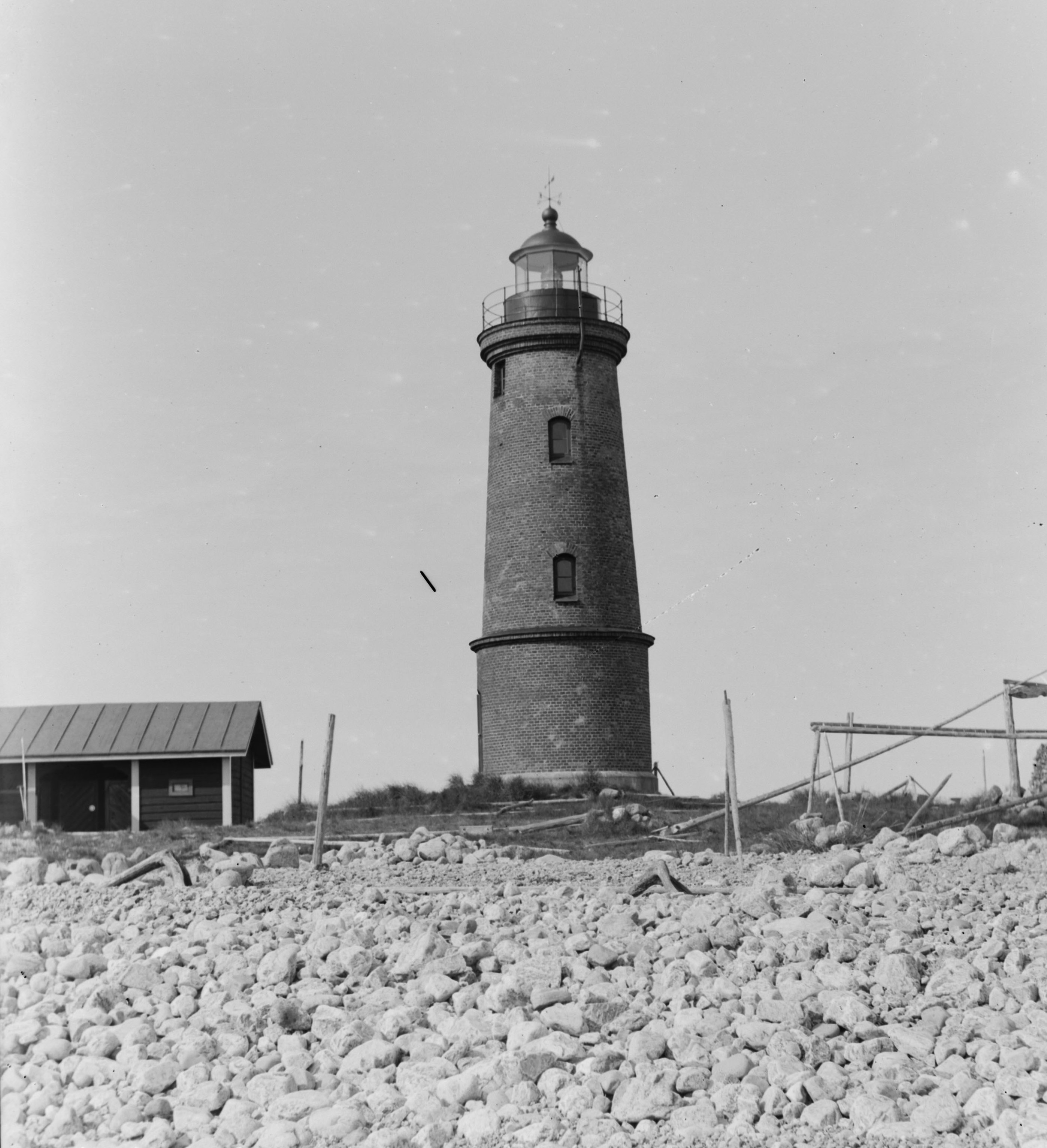
Ulkokalla (1871)
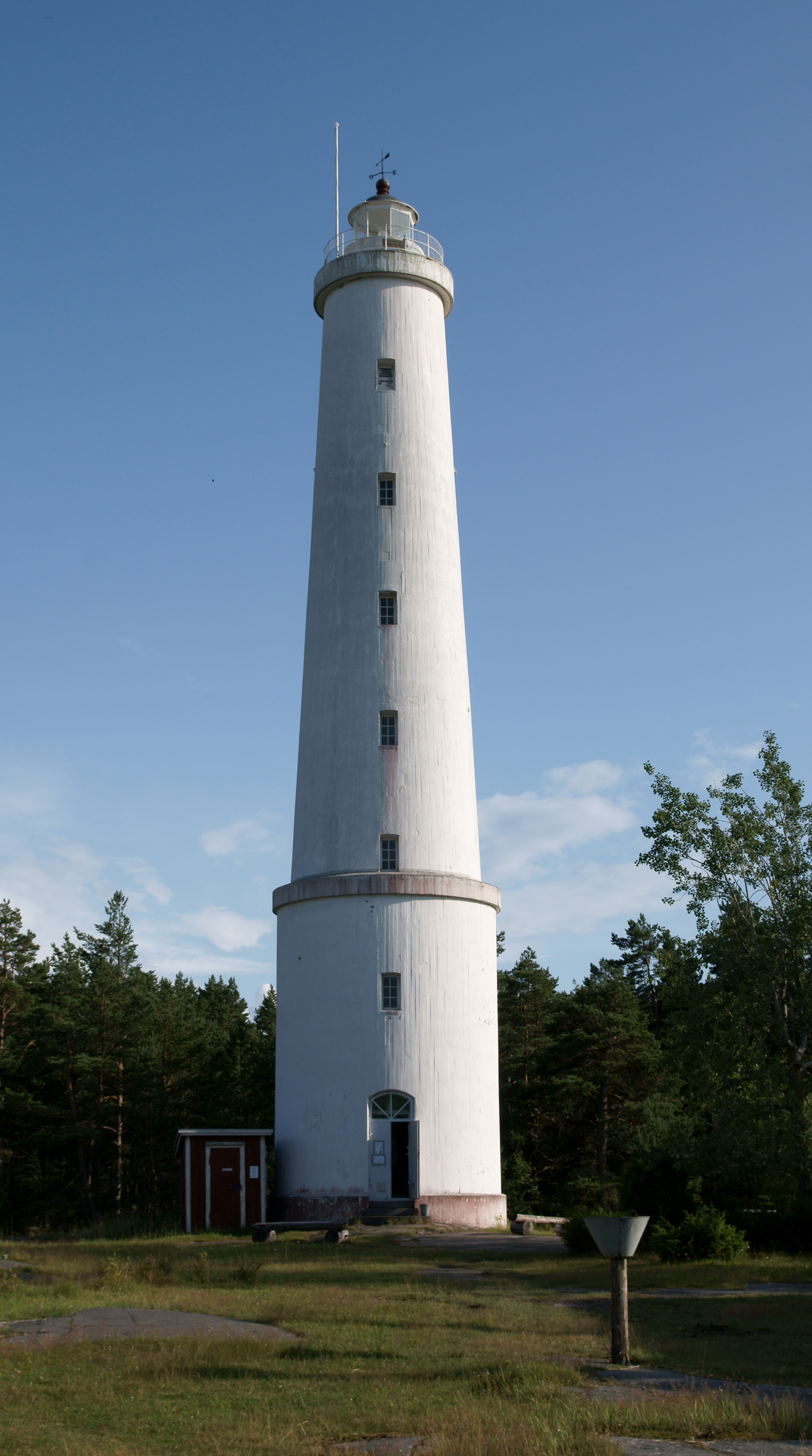
Säbbskär (1873)
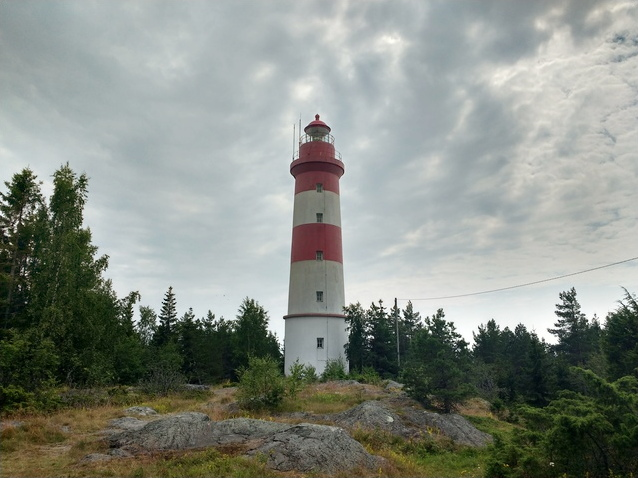
Sälgrund (1875)